# Adelschlag
Adelschlag település Németországban, azon belül Bajorországban. Lakosainak száma 3087 fő (2023. december 31.).

## Népesség
A település népessége az elmúlt időszakban az alábbi módon változott:
| Lakosok száma | 2051 | 1423 | 2788 | 2840 | 2957 | 2948 | 3001 | 3006 | 3078 | 3087 |
|               | 1970 | 1975 | 2011 | 2012 | 2014 | 2015 | 2017 | 2019 | 2022 | 2023 |